# Associazione Sportiva Alba Motor 1940-1941
Questa voce raccoglie le informazioni riguardanti l'Associazione Sportiva Alba Motor nelle competizioni ufficiali della stagione 1940-1941.

## Rosa
| N. |                   | Ruolo | Calciatore            |
| -- | ----------------- | ----- | --------------------- |
|    | Italia (bandiera) | D     | Paolo Agosteo         |
|    | Italia (bandiera) | P     | Emilio Battaglia      |
|    | Italia (bandiera) | D     | Elio Caprodossi       |
|    | Italia (bandiera) | D     | Claudio Catelli       |
|    | Italia (bandiera) | C     | Ermete Proietti Cenci |
|    | Italia (bandiera) | D     | Desio Fanelli         |
|    | Italia (bandiera) | A     | Pietro Fiore          |
|    | Italia (bandiera) | A     | Attilio Forlani       |
|    | Italia (bandiera) | D     | Romolo Leslini        |
|    | Italia (bandiera) | P     | Dante Luciani         |

| N. |                   | Ruolo | Calciatore       |
| -- | ----------------- | ----- | ---------------- |
|    | Italia (bandiera) | A     | Claudio Matteini |
|    | Italia (bandiera) | D     | Publio Mariani   |
|    | Italia (bandiera) | C     | Oddo Oddi        |
|    | Italia (bandiera) | A     | Luigi Sala       |
|    | Italia (bandiera) | A     | Italo Santoro    |
|    | Italia (bandiera) | A     | Fausto Sciamanna |
|    | Italia (bandiera) | A     | C. Sisti         |
|    | Italia (bandiera) | C     | Armando Testoni  |
|    | Italia (bandiera) | A     | Otello Trombetta |